# I Love It
«I Love It» —en español: «Me encanta»— es una canción interpretada por el dúo sueco Icona Pop, con la colaboración de la cantante británica Charli XCX. Fue lanzada como descarga digital en Suecia, el 9 de mayo de 2012. La canción está incluida en su álbum debut autotitulado, Icona Pop, como así también en su EP Iconic y en su lanzamiento internacional This Is... Icona Pop.
La canción ingresó en la lista de Suecia, en el número 48 y alcanzó la segunda ubicación en agosto de 2012. En los Estados Unidos se convirtió en un éxito alcanzando el número 7 del Billboard Hot 100 y llegó a vender más de 2 millones de copías en ese país. En cambio en el Reino Unido, debutó en la primera posición de la lista de sencillos vendiendo 125 000 copias en su primera semana, tiempo después recibiría el disco de oro por la venta de más de 400 000 copías.
Fue considerada por la revista Rolling Stone como la 35.ª mejor canción del año 2012.

## Video musical
El video musical de «I Love It» fue dirigido por Fredrik Etoall. El video fue filmado en un día por los amigos de la banda mientras estaban en París para llevar a cabo. Cuenta con Hjelt y Jawo vistiendo chaquetas con flecos que ellas mismas se hicieron.

## Lista de canciones
| Sencillo en CD |                                |          |  |
| N.º            | Título                         | Duración |  |
| 1.             | «I Love It»                    | 2:35     |  |
| 2.             | «I Love It (Fukkk Offf Remix)» | 4:48     |  |

| Estados Unidos Descarga digital (Remixes) |                                                 |          |  |
| N.º                                       | Título                                          | Duración |  |
| 1.                                        | «I Love It» (Nari & Milani Remix)               | 7:00     |  |
| 2.                                        | «I Love It» (Sick Individuals Remix)            | 6:45     |  |
| 3.                                        | «I Love It» (Skitzofrenix Remix)                | 6:03     |  |
| 4.                                        | «I Love It» (Hot Mouth Remix)                   | 5:41     |  |
| 5.                                        | «I Love It» (Style of Eye Dub)                  | 4:41     |  |
| 6.                                        | «I Love It» (Fukkk Offf Remix)                  | 4:48     |  |
| 7.                                        | «I Love It» (Apocalypto Remix)                  | 6:13     |  |
| 8.                                        | «I Love It» (Cobra Starship Remix)              | 5:08     |  |
| 9.                                        | «I Love It» (Wayne G & LFB Club Mix)            | 6:27     |  |
| 10.                                       | «I Love It» (Steven Redant '90s Bitch Club Mix) | 6:52     |  |
| 11.                                       | «I Love It» (Solidisco Mix)                     | 5:18     |  |
| 12.                                       | «I Love It» (Tiësto's Club Life Remix)          | 5:11     |  |

| Reino Unido Descarga digital (Remixes) |                                  |          |  |
| N.º                                    | Título                           | Duración |  |
| 1.                                     | «I Love It»                      | 2:35     |  |
| 2.                                     | «I Love It» (Jakwob Remix)       | 5:58     |  |
| 3.                                     | «I Love It» (Fix8 Remix)         | 5:09     |  |
| 4.                                     | «I Love It» (Bobby Champs Remix) | 5:09     |  |
| 5.                                     | «I Love It» (Style of Eye Remix) | 4:39     |  |

## Posicionamiento en listas y certificaciones
| Listas (2012–13)                        | Mejor posición |
| --------------------------------------- | -------------- |
| Alemania (Offizielle Deutsche Charts)   | 3              |
| Australia (ARIA)                        | 3              |
| Austria (Ö3 Austria Top 40)             | 3              |
| Bélgica (Flandes) (Ultratop 50)         | 6              |
| Bélgica (Valonia) (Ultratop 50)         | 20             |
| Canadá (Hot 100)                        | 9              |
| Chile (Los 40)                          | 11             |
| República Checa (Rádio Top 100)         | 17             |
| Ecuador (Ecuador Top 40)                | 4              |
| Escocia (The Official Charts Company)   | 1              |
| Eslovaquia (Rádio Top 100)              | 23             |
| España (Top 100 Canciones)              | 4              |
| Estados Unidos (Billboard Hot 100)      | 7              |
| Estados Unidos (Pop Songs)              | 3              |
| Estados Unidos (Adult Pop Songs)        | 12             |
| Estados Unidos (Hot Dance Club Songs)   | 25             |
| Estados Unidos (Dance/Electronic Songs) | 1              |
| Francia (SNEP)                          | 18             |
| Japón (Japan Hot 100)                   | 12             |
| Irlanda (IRMA)                          | 8              |
| Israel (Media Forest)                   | 2              |
| Italia (FIMI)                           | 3              |
| México (Monitor Latino)                 | 3              |
| Nueva Zelanda (Recorded Music NZ)       | 9              |
| Países Bajos (Dutch Top 40)             | 13             |
| Reino Unido (UK Singles Chart)          | 1              |
| Rumania (Romanian Top 100)              | 81             |
| Suecia (Sverigetopplistan)              | 2              |
| Suiza (Schweizer Hitparade)             | 10             |

| País           | Lista (2012)      | Posición |
| -------------- | ----------------- | -------- |
| Australia      | ARIA Charts       | 63       |
| Suecia         | Hitlistan         | 24       |
| País           | Lista (2013)      | Posición |
| Canadá         | Canadian Hot 100  | 29       |
| España         | Top 50 Canciones  | 28       |
| Estados Unidos | Billboard Hot 100 | 28       |
| Reino Unido    | UK Singles Chart  | 19       |

| País           | Organismo certificador | Certificación | Ventas  |
| -------------- | ---------------------- | ------------- | ------- |
| Alemania       | BVMI                   | 3× Oro        | 450 000 |
| Australia      | ARIA                   | 4× Platino    | 280 000 |
| Austria        | IFPI Austria           | Oro           | 15 000  |
| Bélgica        | BEA                    | Oro           | 15 000  |
| Canadá         | Music Canada           | 3× Platino    | 240 000 |
| Estados Unidos | RIAA                   | 2× Platino    | 2 000   |
| Italia         | FIMI                   | 2× Platino    | 60 000  |
| Nueva Zelanda  | RIANZ                  | Oro           | 7 500   |
| Reino Unido    | BPI                    | Oro           | 400 000 |
| Suecia         | IFPI (Suecia)          | Platino       | 40 000  |
| Suiza          | IFPI Suiza             | Platino       | 30 000  |

## Usos en los medios
- La canción se dio a conocer en los Estados Unidos como el tema principal de MTV del spinoff Jersey Shore, Snooki & JWoww.
- La canción también aparece en la BSO de Criterion Games la versión 2012 de Need for Speed: Most Wanted.[48] También servirá como un tema musical de primer interactivo de la Copa Oro de la CONCACAF.
- También fue utilizado en el anuncio oficial para el Samsung Galaxy S4, en el comercial de 2013 ShoeDazzle
- La canción se escuchó en el tráiler de la película Fun Size.
- En 2013 la canción fue cantada por The New Directions en el episodio final de la cuarta temporada de Glee, en el episodio All or Nothing reemplazando la palabra "shit" a "stuff".
- En Argentina, el canal de televisión Telefe utilizó la canción para la propaganda de su nueva tira Vecinos en Guerra, que cuenta con la actuación del cantautor Diego Torres.
- En Chile, la canción fue usada la promo del programa Intrusos de La Red desde mayo de 2013 y también fue incluida en la banda sonora de la teleserie de TVN, Socias y utilizado en el comercial de la promo de UCV Televisión "Me Gusta". También fue utilizado los spots de las tiendas chilenas Paris "Love It".
- La canción también aparece en un episodio de enero del 2013, de la serie "Bad Friends" de HBO Girls, después de que la canción se comportó mejor en descargas digitales que después de la liberación inicial y el episodio de marzo de 2013 "Bring It On" de la serie de CW The Vampire Diaries.[49]
- También es la melodía del tema y tema que da título al portugués teleserie adolescente de TVI I Love It.[50]
- El 5 de agosto de 2013, Sesame Workshop lanzó una parodia, llamado "Me Want It (But Me Wait)", con Cookie Monster.[51]
- Aparece en el videojuego "Just Dance 2015".
- Fue utilizado en el programa de televisión uruguayo. Sonríe, te estamos grabando emitido por Teledoce.

## Versiones
El grupo español Nancys Rubias, liderado por Mario Vaquerizo sacan en el verano de 2013 una versión de este tema con el título de "Me encanta (I love it)", cuyo videoclip ha sido realizado por el famoso director de cine Alejandro Amenábar, siendo este su primer videoclip.

## Sucesión en listas
| Anterior: «Blurred Lines» de Robin Thicke con T.I. & Pharrell | UK Singles Chart — Sencillo Nro 1 30 de junio de 2013 — 6 de julio de 2013 | Siguiente: «Love Me Again» de John Newman |